# 吉礼駅
吉礼駅（きれえき）は、和歌山県和歌山市吉礼にある和歌山電鐵貴志川線の駅。駅番号は08。
古くからの集落にあり利用客が多い駅である。

## 歴史
- 1916年（大正5年）2月15日：山東軽便鉄道の駅として開業。
- 1929年（昭和4年）11月：社名変更により山東鉄道の駅となる。
- 1931年（昭和6年）4月28日：社名変更により和歌山鉄道の駅となる。
- 1957年（昭和32年）11月1日：和歌山電気軌道との合併により同社鉄道線の駅となる。
- 1961年（昭和36年）11月1日：南海電気鉄道との合併により同社貴志川線の駅となる。
- 1998年（平成10年）3月：駅舎を撤去。
- 2006年（平成18年）4月1日：和歌山電鐵への継承により同社貴志川線の駅となる。

## 駅構造

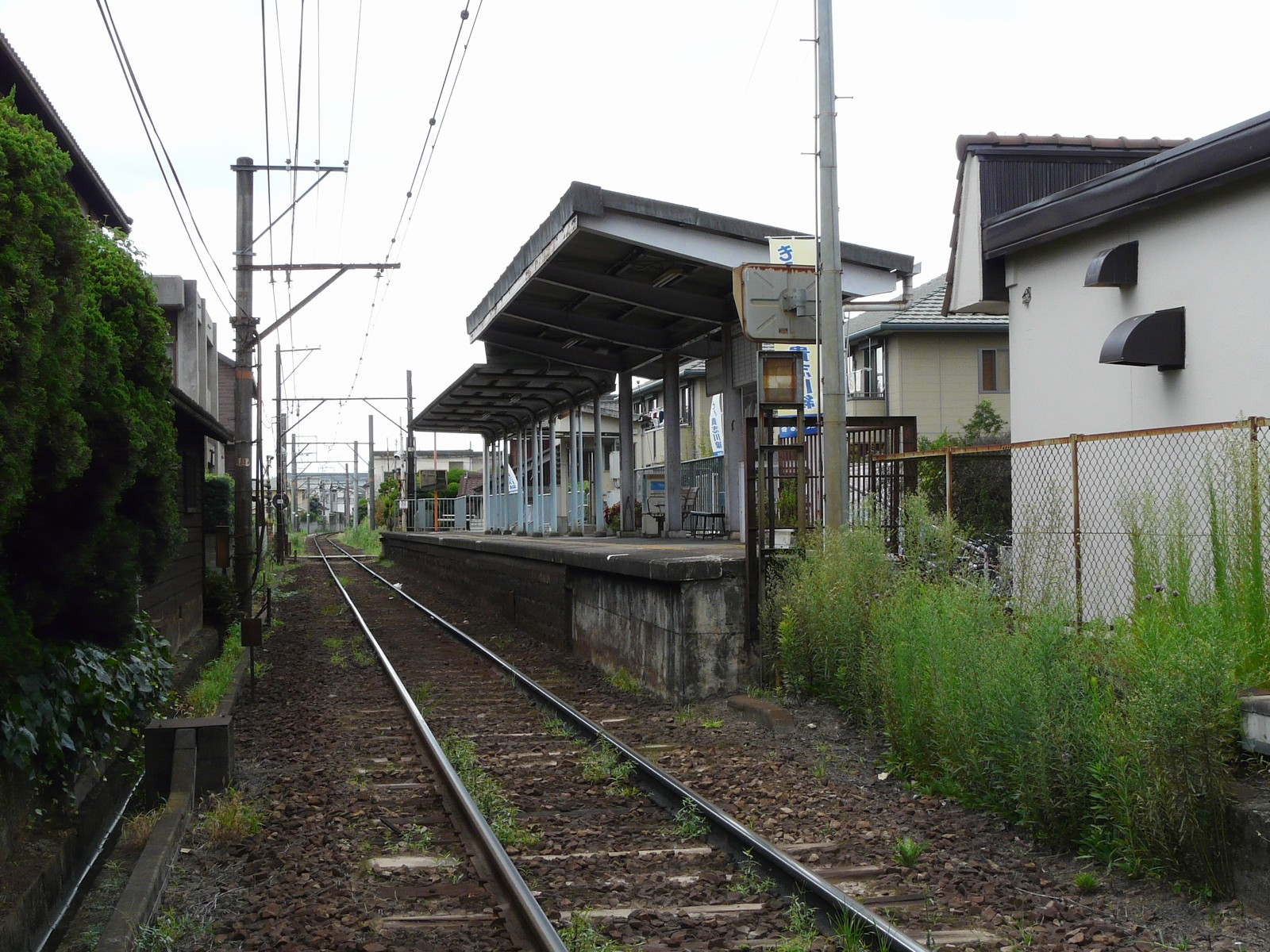
駅全景（ホーム側より）

単式ホーム1面1線をもち列車同士の行き違いができない地上駅である。この駅の駅舎は1998年（平成10年）に撤去され、設備としてはホームとその上の上屋、そして独立したトイレ（男女共用の汲取式）があるのみである。ホームと外との連絡はホームの端にあるスロープによる。駅舎の跡地は駐輪スペースとなっている。
無人駅で、自動券売機や自動改札機などは設置されておらず、スルッとKANSAI対応のカードも使用できない。ただし、前述のとおりこの駅は利用者が多いので朝夕のラッシュ時などにはワンマン列車に運転手のほかに、この駅で集札業務をするための要員が和歌山駅からこの吉礼駅まで乗車する。
貴志川線の駅では唯一ホームに駅名標が存在せず、駅入口の看板があるのみとなっている。

## 利用状況
2020年（令和2年）度の調査結果では、1日平均乗降人員は268人である。
各年度の1日平均乗降人員は下記の通り。
| 年度   | 1日平均 乗降人員 |
| ------ | ---------------- |
| 1980年 | 586              |
| 1985年 | 555              |
| 1990年 | 613              |
| 1995年 | 655              |
| 2000年 | 715              |
| 2001年 | 675              |
| 2002年 | 569              |
| 2003年 | 544              |
| 2004年 | 518              |
| 2005年 | 502              |
| 2006年 | 706              |
| 2007年 | 708              |
| 2008年 | 616              |
| 2009年 | 603              |
| 2010年 | 600              |
| 2011年 | 596              |
| 2012年 | 592              |
| 2013年 | 625              |
| 2014年 | 625              |
| 2015年 | 476              |
| 2016年 | 452              |
| 2017年 | 446              |
| 2018年 | 430              |
| 2019年 | 410              |
| 2020年 | 268              |
| 2021年 | 273              |

## 駅周辺
この駅の北側には古くからの吉礼集落が広がっており駅前には商店などもある。またこの駅の南側を東西に流れる和田川を橋で渡った対岸には菖蒲丘団地がありここの住民にも当駅の利用者は多い。当駅の南側の低い山の上には和歌山信愛女子短期大学があるが同大学へは1つ隣（和歌山方面）の岡崎前駅から行くほうが便利である。
- 和歌山市役所西山東支所
- 和歌山吉礼簡易郵便局
- 和歌山市立山東小学校
- しょうぶこども園
- 武内宿祢誕生井
- 都麻津姫神社
- 湯川繊維
- 菖蒲ヶ丘団地 - 和田川の対岸にある市営住宅。
- 和歌山県道13号線
- 和田川

付記事項
- 貴志川線は当駅 - 岡崎前駅間で、貴志川線は阪和自動車道と交差する。
- かつてはマツゲン吉礼駅前店の最寄り駅でもあったが、同店は2023年7月30日をもって閉店した。

## 備考
和歌山軌道線廃止以降、同線の譲渡まで南海最南端の駅であった。また、当時存在した3・3・SUNフリーきっぷでは、近鉄の賢島駅よりも南にあり、同フリーきっぷで乗降可能な最南端（なおかつ関西大手私鉄の最南端）の鉄道駅であった。

## 隣の駅
和歌山電鐵
■貴志川線
岡崎前駅 (07) - 吉礼駅 (08) - 伊太祈曽駅 (09)
- （）内は駅番号を示す。